# الحديقة الإنجليزية (ميونخ)
الحديقة الإنجليزية (تُلفظ بالألمانية: [ˈʔɛŋlɪʃɐ ˈɡaʁtn̩] هي حديقة عامة كبيرة في وسط ميونخ، بافاريا، تمتد من مركز المدينة إلي الحد الشمالي الشرقي من المدينة. تم بناؤها وتصميمها في 1789 بواسطة السير بنيامين طومسون (1753-1814)، والذي سُمي لاحقاً رومفورد (الكونت فون رمفورد)، للأمير تشارلز تيودور، ناخب بافاريا (Charles Theodore, Elector of Bavaria). خلفاء طومسون، رينهارد فون فيرنك (Reinhard von Werneck) (1757-1842) وفريدريش لودفيغ فون ساشل (Friedrich Ludwig von Sckell) (1750-1823)، المستشارين على المشروع من بدايته، بدأوا تمديد وتحسين الحديقة.
مع منطقة تبلغ 3.7 كيلومتر مربع (1.4 ميل2) الحديقة الإنجليزية في ميونخ واحدة من أكبر الحدائق الحضرية العامة في العالم (List of urban parks by size). الاسم يشير إلى نسق مشابه للحديقة الإنجليزية في تصميم المناظر الطبيعية، وهو نسق مشهور في بريطانيا منذ أوائل القرن التاسع عشر وترتبط بشكل خاص مع لانسلوت براون (Capability Brown).

## التفاصيل
- المنطقة: 3.73 كيلو متر مربع[2]
- الطول الكلي لكل المسارات ومسالك المشي: تبلغ 75 كيلو متر (26 كيلو متر مسارات للمشي، 13 كيلو متر مسارات الجسور)[3]
- طول التيار: 8.75 كيلو متر[4]
- الجسور: ما يفوق 100[5]
- عدد أنواع الطيور التي تعيش وتتكاثر في الحديقة: 50–60[6]

## المؤلفات الأدبية
- C. Bauer, Der Englische Garten in München. Munich: Harbeke, 1964
- J. H. Biller and H.-P. Rasp, München, Kunst und Kultur. Munich: Südwest, ed. 18, 2006. (ردمك 978-3-517-06977-7)
- T. Dombart, Der Englische Garten zu München. Munich: Hornung, 1972. (ردمك 3-87364-023-6)
- P. Freiherr von Freyberg (ed.), Der Englische Garten in München. Munich: Knürr, 2000. (ردمك 3-928432-29-X)
- E. D. Schmid (ed.), Englischer Garten München. Munich: Bayerische Verwaltung der staatlichen Schlösser, Gärten und Seen, ed. 2, 1989

## روابط خارجية
- الإدارة البافارية لقصور الدولة والحدائق والبحيرات في الحديقة الإنجليزية
- جورج هالر، والحديقة الإنجليزية (بالألمانية)
- الحديقة الإنجليزية - فيديو
- عدة صور للمعالم الأثرية داخل الحديقة
- الحديقة الأنجليزية علي خرائط جوجل
- الحديقة الإنجليزية، ميونيخ - دليل الحديقة
- مشهد بانورامي للبرج الصيني 360